# Station Lödingsen
Station Lödingsen (Bahnhof Lödingsen) is een spoorwegstation in de Duitse plaats Lödingsen, in de deelstaat Nedersaksen. Het station ligt aan de spoorlijn Göttingen - Bodenfelde en werd op 15 augustus 1910 geopend.

## Indeling
Het station heeft één zijperron, die niet is niet overkapt maar voorzien van abri's. Het station is te bereiken vanaf de straat Gartenstraße, in deze straat bevindt zich ook een bushalte.

## Verbindingen
De volgende treinserie doet het station Lödingsen aan:
| Serie | Treinsoort                  | Route | Bijzonderheden                                                                       |
| ----- | --------------------------- | --- | ------------------------------------------------------------------------------------ |
| RB 85 | Regionalbahn (NordWestBahn) | Ottbergen – Lauenförde-Beverungen – Bodenfelde – Offensen (Kr Northeim) – Adelebsen – Lödingsen – Göttingen | Oberweser-Bahn eenmaal per twee uur in het weekend, gekoppeld in Ottbergen aan RB 84 |